# Kostel svatého Vavřince (Vrboska)
Kostel sv. Vavřince (chorvatsky Župna crkva sv. Lovrinca) je barokní kostel v městečku Vrboska na ostrově Hvar v Chorvatsku. Jedná se o chorvatskou kulturní památku číslo Z-4942.

## Historie
Kostel byl založen v 15. století. V roce 1512 vyhořel během Hvarského povstání (1510–1514). Podruhé byl kostel zapálen při nájezdu tureckých vojsk na ostrov Hvar v roce 1571. Kostel byl přestavěn v barokním slohu v 17. století.

## Vnitřní vybavení
Na hlavním oltáři je obraz svatého Vavřince a Panny Marie, po stranách jsou sv. Jan Křtitel a sv. Mikuláš. Další malby zobrazují sv. Vavřince jak přivádí chudé před císaře Valeriána a dále scéna jeho umučení. Traduje se, že autorem maleb je Tizian, ale historikové umění se přiklánějí k názoru, že jsou dílem Paola Veronese.
Na bočních oltářích jsou obrazy malířů Jacopa de Ponte Bassano, Giuseppe Alabardiho, Antonio Scurie, Celestina Medoviće, Marka Rašice a dalších.
V kostele je rovněž barokní kříž Tiziana Aspettiho, který je dílem Benvenuta Celliniho.
Na stropě kostela jsou obrazy, znázornující Korunování Panny Marie a obrazy církevních hodnostářů, které jsou dílem neznámého malíře z 18. století.
Některá tato umělecká díla pocházejí z kostela Milosrdné Panny Marie, a byla sem přemístěna kvůli nepříznivému prostředí.